# George Zweig
George Zweig (ur. 20 maja 1937 w Moskwie, w rodzinie żydowskiej) – amerykański fizyk i neurobiolog. Laureat Nagrody Sakurai przyznawanej przez Amerykańskie Towarzystwo Fizyczne (APS) teoretykom cząstek elementarnych (2015).
Początkowo był uczniem Richarda Feynmana, lecz z czasem poświęcił się neuronaukom.

## Życiorys
W 1959 ukończył studia na Uniwersytecie Michigan, a w 1964 California Institute of Technology.
Wiele lat spędził jako pracownik naukowy, prowadząc badania naukowe w amerykańskim Los Alamos National Laboratory i Massachusetts Institute of Technology. W 2004 zajął się pracą w branży finansowej.
W 1964 Zweig, będąc studentem ostatniego roku w California Institute of Technology, wysunął (niezależnie od Murraya Gell-Manna) hipotezę istnienia kwarków. Zweig początkowo nazywał je asami, posługując się analogią do czterech asów w tali kart, gdyż przypuszczał, iż kwarków jest cztery.
Podobnie jak Gell-Mann, Zweig przypuszczał, że proton i neutron mogą być traktowane nie jako cząstki elementarne, lecz jako cząstki złożone z innych cząstek. Jednak – w przeciwieństwie do Gell-Manna – Zweig był skłonny uwierzyć, iż asy (kwarki) są fizycznie istniejącymi cząstkami.
W 1969 Nagrodę Nobla w dziedzinie fizyki przyznano Gell-Mannowi, za całościowy wkład i odkrycia dotyczące klasyfikacji cząstek elementarnych i oddziaływań zachodzących między nimi, a nie za samą teorię kwarków, która w owych czasach nie była jeszcze w pełni akceptowana.
Tak więc mimo wielkiego wkładu Zweiga w prace nad teorią kwarków, która obecnie jest częścią powszechnie akceptowanego modelu standardowego, nigdy nie przyznano mu Nagrody Nobla.
W latach 70. XX wieku Zweig zajął się neurobiologią i badaniami nad przekazywaniem dźwięku w impulsach nerwowych w ślimaku ucha wewnętrznego. W 1975, podczas badań nad ludzkim uchem, wyprowadził ciągłą transformatę falkową.
W 1981 Fundacja MacArthurów przyznała mu swój grant (MacArthur Fellowship). W 1996 Zweig został członkiem National Academy of Sciences.